# 도리스 싱글턴
도리스 싱글턴(영어: Doris Singleton, 1919년 9월 28일 ~ 2012년 6월 26일)는 미국의 배우, 가수이다.
뉴욕에서 태어났으며 로스앤젤레스에서 사망하였다. 사인은 암이다.  포리스트 론 메모리얼 파크에 매장되었다.

## 영화
- 전율의 메세지 (1985년)
- 우리 생애 나날들 (1965년)
- 호간의 영웅들 (1965년)
- 나의 세 아들 (1960년)
- 페리 메이슨 (1957년)
- 디즈니랜드 (1954년)
- 슈퍼맨 - 54년작 1 (1954년)
- 왈가닥 루시 (1951년)